# Cluster-satellieten

Diagram van de Ariane-raket met de vier Cluster-satellieten aan boord

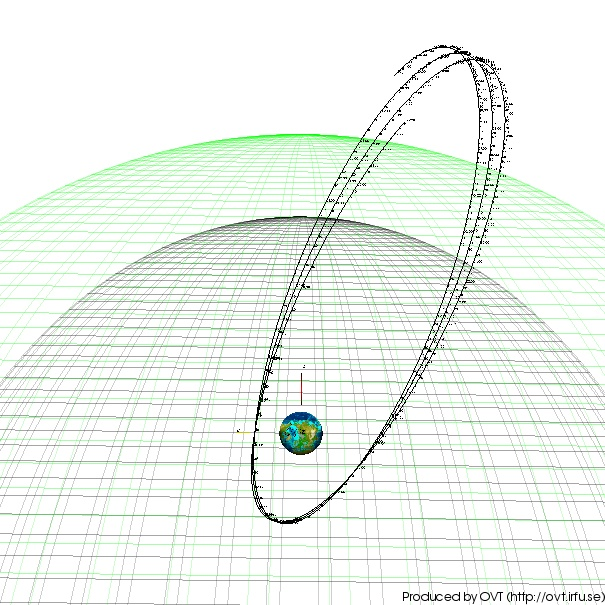
Baan van de vier satellieten tijdens één week in 2004

De Cluster-satellieten zijn vier in formatie vliegende satellieten van de Europese Ruimtevaartorganisatie (ESA) die in drie dimensies metingen verrichten aan de interactie tussen de zonnewind en het aardmagnetisch veld.

## Metingen in drie dimensies
De vier satellieten van ESA’s missie Cluster vliegen in formatie rond de Aarde en geven voor het eerst in de geschiedenis een driedimensionaal beeld van de interactie van de zonnewind en het aardmagnetisch veld, het 'ruimteweer'.
De Zon zendt een ijle, maar permanente stroom van geladen deeltjes uit in alle richtingen, de 'zonnewind'. De Aarde wordt hiertegen beschermd door zijn magnetosfeer, het gedeelte van de ons omringende ruimte dat beïnvloed wordt door het aardmagnetisch veld. Omdat het aardmagnetisch veld naar binnen buigt bij de polen, kunnen sommige energierijke deeltjes uit de zonnewind daar de atmosfeer binnendringen. Dit veroorzaakt onder andere het Noorder- (en ook Zuider-)licht. Aan de kant waar zonnewind de magnetosfeer raakt, wordt deze laatste ingedrukt (de zogenaamde 'bow shock'), aan de tegenovergestelde kant wordt hij uitgerekt tot de zogenaamde 'magnetotail'. Cluster brengt de processen in deze gebieden in kaart door in wisselende formaties en variabele onderlinge afstanden in deze gebieden te vliegen. Alle vier satellieten hebben dezelfde wetenschappelijke instrumenten aan boord en kunnen hierdoor dus in drie dimensies metingen verrichten.

## De satellieten
Elk van de vier Cluster satellieten ('Rumba', 'Samba', 'Tango' en 'Salsa') is een cilinder van 1,3 meter hoogte en 2,9 m doorsnee. Ze bestaan ieder uit:
- een centrale aluminium cilinder waarin de hoofdmotor en hogedruktanks;
- rondom de centrale cilinder zijn zes bolvormige titanium brandstoftanks gemonteerd;
- het aluminium instrumentenplatform. Op de bovenkant zijn de meeste wetenschappelijke instrumenten gemonteerd, aan de onderkant de systemen voor sturing, energieregeling en de boordcomputers;
- zonnepanelen op de gebogen buitenkant leveren elektrische energie. Vijf oplaadbare zilver/cadmiumbatterijen leveren voldoende energie voor de vier uur durende zonloze periode in de schaduw van de Aarde;
- verschillende kortere en langere staven worden uitgevouwen als de satelliet zijn omloopbaan bereikt: twee korte voor de communicatie met het grondstation, twee vijf meter lange met aan de uiteinden zeer gevoelige sensoren die anders door de satelliet gestoord zouden worden. Tevens zijn er vier 50 meter lange draden die uitgerold worden als de satelliet om zijn as begint te draaien. Zij meten veranderende elektrische velden rond de satelliet.

## Lancering en omloopbaan
Omdat de vier Cluster satellieten samen bijna 5000 kg wegen en 6 meter hoog zijn, was er een krachtige draagraket nodig om Cluster in zijn sterk elliptische omloopbaan te brengen. Het Clusterprogramma moest daarbij ook nog aan strikte financiële eisen voldoen. Omdat de lancering altijd een aanzienlijk gedeelte van het budget opslokt, werd besloten Cluster te lanceren met de allereerste vlucht van de nieuwe Ariane-V draagraket, daar deze lancering (vlucht 501) een eerste testvlucht voor de Ariane-V was en de Clustersatellieten gratis mee konden. Op 4 juni 1996 vond de lancering plaats van de Europese lanceerbasis in Kourou, Frans-Guyana. Door een softwarefout raakte de Ariane-V echter uit de geplande koers en 37 seconden na de start blies de raket zichzelf op. Dit falen van de nieuwe raket en het verlies van een unieke wetenschappelijke missie was een zware tegenslag voor ESA.
Om toch iets van de unieke wetenschappelijke doelen van de missie te redden, werd besloten een vijfde Clustersatelliet te bouwen (genaamd 'Phoenix'). Deze zou voor een groot gedeelte bestaan uit reserveonderdelen (zogenaamde 'flight spares'). Al snel werd echter duidelijk dat de belangrijkste wetenschappelijke doelen van de Clustermissie niet bereikt zouden worden met maar één satelliet.
Studie wees uit dat een Russische Sojoezraket twee Clustersatellieten tegelijk zou kunnen lanceren als er een nieuwe, krachtiger bovenste trap beschikbaar zou zijn om de sterk elliptische omloopbaan van Cluster (afstand tot de Aarde varieert van 19.000 to 119.000 kilometer) te bereiken. De nieuw ontwikkelde 'Fregat'-rakettrap voldeed aan deze voorwaarde. Vier nieuwe Clustersatellieten werden nu gebouwd. Na twee geslaagde testvluchten van de Sojoez-Fregatcombinatie in voorjaar 2000 werd het eerste paar Clustersatellieten gelanceerd vanaf Bajkonoer in Kazachstan op 16 juli 2000, het tweede paar op 9 augustus 2000.
Nadat de Sojoez-draagraket de juiste hoogte had bereikt, werd de Fregatmodule met de Clustersatellieten afgekoppeld. Door het op de juiste momenten ontbranden van de Fregathoofdmotor werd het paar satellieten eerst in een cirkelvormige en daarna een elliptische omloopbaan gebracht. De satellieten werden eerst losgekoppeld van de Fregat en daarna van elkaar. Met behulp van hun eigen hoofdmotor bereikten de satellieten hun uiteindelijke omloopbaan van 36000 km.

## Magnetospheric Multiscale Mission (Verenigde Staten)
Op 12 maart 2015 lanceerden de Amerikanen een gelijkaardige missie: de MMS of Magnetospheric Multiscale Mission. Het doel is de "magnetische reconnectie" te bestuderen. Magnetische reconnectie is het terug bij elkaar komen van het magnetisch veld van de aarde aan de tegenovergestelde kant van de boegschok ten gevolge van de zonnewind. Waar de magnetische krachtlijnen terug bij elkaar komen komt er energie vrij waarbij geladen deeltjes tegen de lichtsnelheid wegvliegen. Op de zon zijn zij de oorzaak van zonnevlammen en op aarde veroorzaken ze magnetische stormen die de telecommunicatie kunnen verstoren. Dit onderzoek vereist dat de vier satellieten in de vorm van een piramide, met zijden van 160 km, door het aardmagnetisch veld vliegen.